# خبر جنوب
خبر جنوب یک روزنامه محلی چاپ شیراز و وابسته به گروه رسانه‌ای خبر است که در استان فارس و استان بوشهر توزیع می‌شود.
این روزنامه با مدیریت حسین واحدی‌پور از ۱ مهر ۱۳۵۸ تاکنون بی‌وقفه منتشر می‌شود و با حدود ۵۰٬۰۰۰ نسخه، پس از روزنامه خراسان (چاپ مشهد) دومین روزنامه پرتیراژ ایران چاپ خارج از تهران است.
مطالب این روزنامه، خبرهای محلی و سراسری را پوشش می‌دهد.
خبر جنوب دارای ضمیمه نیازمندی‌های محلی است که حجم آن حدوداً یک‌سوم تا یک‌چهارم روزنامه است. این روزنامه همچنین یک ضمیمه ورزشی دارد که اخبار ورزشی محلی را منعکس می‌کند.
فروش خبر جنوب بدون نسخه برگشتی است و دکه‌ها این روزنامه را پیش‌خرید می‌کنند. روزنامه خبر جنوب همچنین از بیشترین یارانه‌های دولتی در سال‌های گذشته برخوردار بوده و در سه‌ماهه نخست سال ۹۳ این روزنامه مبلغ ۴۸۰ میلیون و یکصد هزار تومان یارانه دریافت کرده‌است.

## مدیر مسئول
حسین واحدی‌پور روزنامه‌نگار و مدیرمسئول روزنامه خبر جنوب، متولد ۲۴ اسفندماه سال ۱۳۲۹ در منطقه ۱۹ تهران (کرج) است که تحصیلات خود را در کرج، شیراز، تهران و آمریکا گذرانده‌است. گروه رسانه‌ای خبر، یکی از بنگاه‌های مطبوعاتی بخش خصوصی در ایران است و روزنامه خبر جنوب، روزنامه خبر ورزشی، روزنامه خبر بین‌الملل، روزنامه توریسم، کتاب هفته خبر، ماهنامه ادبی نوشتا، پایگاه خبری-تحلیلی توریسم آنلاین به همت او شکل گرفته‌اند.
واحدی‌پور به دلیل علاقه خود به مطبوعات در کودکی کار خود را در کیهان بچه‌ها شروع کرده و بعد از آن در مجلات و روزنامه‌های ترقی، امید ایران، پست تهران، مرد مبارز، جوانان اطلاعات، کیهان ورزشی، تاج ورزشی، روشنفکر، تهران مصور، بشیر، ستاره سینما، فیلم و هنر و آیندگان همکاری داشته‌است. واحدی‌پور پیش از انقلاب اسلامی ایران به همراه خانواده به شیراز مهاجرت می‌کند و بعد از انقلاب با تأسیس روزنامه خبر جنوب در مهرماه ۱۳۵۸ روزنامه مستقل خود را تأسیس کرد.